# قطعنامه ۱۰۳۰ شورای امنیت
قطعنامه ۱۰۳۰ شورای امنیت سازمان ملل متحد که در تاریخ ۱۴ دسامبر ۱۹۹۵ تصویب شد، سندی بین‌المللی دربارهٔ تاجیکستان است. این قطعنامه طی نشست ۳۶۰۶ام با ۱۵ رای موافق، ۰ مخالف و ۰ ممتنع تصویب شد.